# 垂水優芽
垂水 優芽（たるみ ゆうが、2000年11月2日 - ）は、日本の男子バレーボール選手である。

## 来歴
滋賀県草津市出身。友人に誘われバレーボールを始める。
洛南高等学校を経て筑波大学に進学。2022年の4年時、日本代表登録メンバーに選出された。同年、東日本大学選手権大会（東日本インカレ）の準優勝に貢献し、敢闘選手賞を受賞。全日本大学選手権大会（全日本インカレ）では350cmの最高到達点を武器に活躍し、準決勝で5連覇中の早稲田大学、決勝で東海大学に勝ち優勝を果たした。2022/23シーズン、V.LEAGUE DIVISION1 MEN（V1男子）に所属するパナソニックパンサーズの内定選手となった。
2023年、大学卒業後に、パナソニックパンサーズに入団した。2022-23 V.LEAGUE DIVISION1 MENのファイナル4の試合に出場し、Vリーグデビューを果たした。
2023年、FISUワールドユニバーシティゲームズ（2021成都）のユニバーシアード日本代表に選出された。
2024年6月、イタリア・セリエAのチステルナ・バレーへのレンタル移籍が発表された。

## 球歴
- 日本代表 （2022年、2025年）
- ユニバーシアード日本代表 - 2023年

## 所属チーム
- 洛南高等学校（2016-2019年）
- 筑波大学（2019-2023年）
- パナソニックパンサーズ/大阪ブルテオン（2023年-）
  -  チステルナ・バレー（イタリア語版）（2024年-）

## 受賞歴
- 2022年 - 東日本大学選手権大会 敢闘選手賞
- 2024年 - 第72回黒鷲旗 ベスト6